# Anton Petje
Anton Petje, slovenski igralec, * 3. oktober 1932, Gabrovka, Litija, † 17. november 2023

## Priznanja in odlikovanja
Leta 1970 je prejel nagrado Prešernovega sklada »za vlogo Lawrenca Shanona v Williamsovi Noči iguane, Jupitra v Plavtovem Amfitruonu in Cheja v Kozakovi Legendi o svetem Che«.
Leta 1974 je prejel Borštnikovo nagrado.

## Smrt
Pokopali so ga v domači Gabrovici pri Komnu.